# Shaira
Shaira Selene Peláez Ruiz (Barbosa, Santander, 17 de abril de 2003) es una cantante, actriz y modelo colombiana.

## Carrera artística
En el año 2011 fue ganadora del reality musical Factor Xs.
En 2017 interpretó a July Cuello (niña) en la serie de Caracol Televisión, Los Morales.
Desde el 2023 es participante del musical Mujeres a la plancha.